# The Roop
The Roop är en litauisk musikgrupp från Vilnius. Gruppen består av sångaren Vaidotas Valiukevičius, trummisen Robertas Baranauskas och gitarristen Mantas Banišauskas. The Roop representerade Litauen i Eurovision Song Contest 2021 i Rotterdam med bidraget ”Discoteque”, som slutade på en åttonde plats i finalen.

## Historia
The Roop vann den Litauiska uttagningen till Eurovision Song Contest 2020 med låten "On Fire". De skulle därmed ha representerat Litauen i det årets tävling, vilket dock ställdes in med anledning av coronaviruspandemin 2019–2021. Det litauiska TV-bolaget LRT garanterade dem därmed en gratisplats i finalen av nästa års uttagning, vilken även slutade med att de vann, och därmed fick representera Litauen i 2021 års tävling.